# 首尔特别市厅
首爾特別市廳（：／）是韩国首爾特別市的地方自治行政機關，即首爾市政府，现任市长為國民力量籍的吳世勳。首爾市长依法必须为首尔市民，任期四年，連選得連任二次。首爾特別市廳需要处理作为韩国首都的政务，因此相較其他城市的市政府更能统一和有效率地管理教育机构、图书馆、公众安全、游乐设施、卫生、供水和福利等服务。